# Tratado de Versalles (1756)
El Tratado de Versalles (conocido como Primer Tratado de Versalles) fue un tratado de neutralidad firmado entre Francia y Austria el 1 de mayo de 1756 para hacer frente a la nueva alianza entre el Reino de Gran Bretaña y Prusia, en el contexto de la guerra de los Siete Años.
Supuso un momento de inflexión en las relaciones internacionales de la Edad Moderna, pues junto con el Tratado de Westminster de 1756 alteraron el sistema de alianzas tradicional entre potencias europeas.

## Antecedentes
Desde el siglo XVI los conflictos entre ambas potencias hacían difícil una alianza entre Francia y Austria; sin embargo, la necesidad de Francia ante la pérdida de su aliado, Prusia, en vísperas de la guerra de los Siete Años trajo consigo un acercamiento entre París y Viena.

### La rivalidad entre Francia y los Habsburgo (1516-1714)
La supremacía de la dinastía Habsburgo con Carlos V y sus sucesores fue siempre contestada por Francia que buscaba debilitar el poder la Monarquía Hispánica y extender sus fronteras a costa de los territorios imperiales del Franco Condado, Charolais y los Países Bajos españoles. Pero durante todo el siglo XVI las armas francesas fracasaron en sus objetivos ante la destreza de las fuerzas imperiales y españolas. La división de los Habsburgo en dos ramas (una española y otra imperial) hará que Francia centre sus esfuerzos en vencer a la Monarquía Hispánica.
En el siglo XVII la rivalidad es continuada por la nueva dinastía francesa de los Borbones con mejor resultado. En 1635, Francia interviene en la guerra de los Treinta Años en favor del bando protestante de la mano de Luis XIII y el cardenal Richelieu, y con el único objetivo de acabar con el poder de la casa de los Habsburgo. Francia, con Luis XIV, saldrá reforzada como potencia con la paz de Westfalia (1648) y la posterior paz con España en 1659. El territorio francés se amplía a costa de los territorios españoles del Rosellón y Artois (1659), del Franco Condado (1678) y de Charolais (1684). La lucha se centrará también contra los Habsburgo del Sacro Imperio, tanto en la guerra franco-neerlandesa como en la guerra de los Nueve Años. 
Al final del reinado de Carlos II de España, el monarca Luis XIV cambia su política hacia España al contemplar la posibilidad de que su nieto Felipe de Anjou ocupe el trono español. Pero antes de que esto ocurra, Luis XIV y el emperador Leopoldo I había pactado varios repartos de los territorios españoles. Con el testamento de Carlos II (muerto en 1700), que daba la corona española así como los todos territorios a Felipe de Anjou, la alianza franco-habsburgo se diluyó y se pasó al enfrentamiento directo en la guerra de sucesión española.
Las paces de Utrecht y Rastatt (1713 y 1714) reconocía a Felipe V como rey de España, a cambio, los Países Bajos españoles, Nápoles y Cerdeña pasaban a poder de los Habsburgo austriacos. Pese a que las relaciones entre Francia y el Sacro Imperio estaban muy debilitadas, eso no impidió que Francia y Austria colaboraran contra la política revisionista de Felipe V en la guerra de la Cuádruple Alianza.

### Enfrentamientos militares (1733-1748)
La situación europea de la primera mitad del siglo XVIII propició nuevos enfrentamientos entre Francia y Austria. Primero durante la guerra de sucesión polaca (1733-1738) cuando Francia apoyó a Estanislao I al trono polaco, que era electivo, frente al candidato austriaco, Augusto III. La guerra implicó a otros estados europeaos, así Austria mantenía una alianza diplomática con el Imperio ruso y Prusia, dirigidos por Ana de Rusia y Federico Guillermo I respectivamente.
En 1740 estalló el segundo conflicto militar entre ambos, la guerra de sucesión austriaca. El motivo fue la muerte del emperador Carlos VI, quien en 1713 había elaborado la Pragmática Sanción para garantizar la sucesión de su hija María Teresa en los territorios austriacos y de su marido Francisco Esteban como emperador del Sacro Imperio. Pero Federico II de Prusia, quien se había alejado de la alianza con Austria mantenida por su padre, invadió Silesia en diciembre de 1740. En Francia, el rey Luis XV se vio influenciado por el «partido» antiaustriaco para acercarse a Prusia y entrar en el conflicto.
Frente a esta alianza francoprusiana, Austria buscó el acercamiento con el Reino de Gran Bretaña. El gobierno de Londres necesitaba defender Hanover (posesión personal de los monarcas británicos en el Sacro Imperio) de una posible expansión francesa o prusiana, y no había mejor disposición que los Países Bajos austriacos. No obstante, en plena guerra la derrota británica en la batalla de Fontenoy (11 de mayo de 1745) y el desgaste económico llevaron a las principales potencias a entablar negociaciones. Austria no estaba en esa línea y todos sus esfuerzos iban encaminados a recuperar Silesia y Glatz de manos prusianas. Es el momento en que la amenaza prusiana se ciernen sobre Hanover, y Jorge II presiona a María Teresa para que reconozca las conquistas prusianas amenazando con suprimir las subvenciones británicas. Finalmente, Austria cede y la guerra termina con el Tratado de Aquisgrán en 1748.

## La guerra de los Siete Años (1754-1763)
En 1754 estalló el conflicto entre Francia y Gran Bretaña conocido como guerra franco-india y que afectó a las colonias de ambos países en Norteamérica. Era de esperar que las hostilidades se produjeran en Europa y por ello, tanto Londres como París iniciaran sus contactos diplomáticos ya comenzada la guerra de los Siete Años.

### La negativa austriaca
Nuevamente, entraba Hanover en los movimientos diplomáticos de Londres. El gobierno británico buscó la alianza de su socio austriaco, pero la corte de Viena dirigida por el estadista Wenzel Anton Graf Kaunitz, hostil a Prusia, no olvidaban las presiones británicas de 1748 y se negó en rotundo a reforzar los Países Bajos sin que Londres elevara las subvenciones a la campaña austriaca para recuperar Silesia. Gran Bretaña se negó, pues con ello forzaba a Prusia a entrar en la guerra y amenazar Hanover.
Gran Bretaña dio entonces un giro en su política exterior y se acercó a Federico II de Prusia, quien deseaba unirse a Gran Bretaña y que esta mantuviera alejada a Rusia de una posible alianza austrorrusa que pudiera amenazar a Prusia. 

### Primer Tratado de Versalles
Pese a los intentos franceses de reconducir la situación con Prusia (enero de 1756), la diplomacia austriaca y el partido proaustriaco en París propiciaron un acercamiento entre ambas cortes, ratificado mediante el Tratado de Versalles del 1 de mayo de 1756. El inicio de las hostilidades y la invasión prusiana de Sajonia provocó la creación de un bloque antiprusiano que tuvo como resultado la firma del Segundo Tratado de Versalles (1757) entre Francia y Austria, y el acercamiento entre Francia y el Imperio ruso.